# Mashu Baker
Mashu Baker, noto anche come Matthew Baker  (ベイカー 茉秋?, Beikaa Mashuu) (Tokyo, 25 settembre 1994), è un judoka giapponese, vincitore della medaglia d'oro nei 90 kg alle Olimpiadi di Rio de Janeiro 2016.

## Biografia
Mashu Baker nasce a Tokyo il 25 settembre 1994 da padre statunitense e madre giapponese.

## Carriera
Nell'agosto 2016 compete nei 90 kg alle Olimpiadi di Rio de Janeiro 2016, dove conquista la medaglia d'oro sconfiggendo in finale il georgiano Varlam Lip'art'eliani.

## Palmarès
- Giochi olimpici

Rio de Janeiro 2016: oro nei 90 kg.
- Mondiali

Astana 2015: bronzo nei 90 kg.